# Tour de l'Ain
O Tour de l'Ain (oficialmente: Tour de l'Ain - la route du Progrès) é uma corrida de ciclismo profissional disputada anualmente no departamento de Ain, em França, ao lado da fronteira com a Suíça.
Disputa-se ininterruptamente desde 1989, ainda que desde 1993 é uma prova para profissionais. Desde a primeira edição até 1988 a prova chamou-se Prémio da Amizade (do francês Prix de l'Amitié). Não foi até 1989 quando adquiriu o seu nome actual.
Disputa-se sobre quatro etapas, uma delas contrarrelógio. A prova costuma concluir-se na cidade de Belley e tem um percurso montanhoso, percorrendo as suas etapas a cordilheira de Jura.
O primeiro vencedor foi o amador francês Denis Celle. O primeiro vencedor profissional foi o também francês Emmanuel Magnien. Nenhum corredor impôs-se em mais de uma ocasião.

## Palmarés
Em amarelo: edição amadora.
| Ano               | Vencedor             | Segundo            | Terceiro               |
| Prémio da Amizade |                      |                    |                        |
| ----------------- | -------------------- | ------------------ | ---------------------- |
| 1984              | Denis Celle          |                    |                        |
| 1985              | Sylvain Oskwarek     |                    |                        |
| 1986              | Patrice Esnault      |                    |                        |
| 1987              | Laurent Biondi       |                    |                        |
| 1988              | Patrice Esnault      |                    |                        |
| Tour de l'Ain     |                      |                    |                        |
| 1989              | Serge Pires Leal     |                    |                        |
| 1990              | Denis Moretti        | Patrick Vallet     | Andrzej Sypytkowski    |
| 1991              | Éric Drubay          |                    |                        |
| 1992              | Denis Leproux        | Jean-Luc Jonrond   | Thomas Bay             |
| 1993              | Emmanuel Magnien     | Pascal Hervé       | Marc Thevenin          |
| 1994              | Lylian Lebreton      | Gilles Delion      | Jean-Christophe Currit |
| 1995              | Emmanuel Hubert      | Christophe Moreau  | Christophe Agnolutto   |
| 1996              | David Delrieu        | Jean-Luc Masdupuy  | Christophe Rinero      |
| 1997              | Bobby Julich         | Fabrice Gougot     | Yvon Ledanois          |
| 1998              | Cristian Gasperoni   | Alessio Galletti   | Vincent Cali           |
| 1999              | Grzegorz Gwiazdowski | Christopher Jenner | Maurizio De Pasquale   |
| 2000              | Serguéi Yákovlev     | Thierry Loder      | Christopher Jenner     |
| 2001              | Ivaïlo Gabrovski     | David Delrieu      | Christophe Oriol       |
| 2002              | Christophe Oriol     | Richard Virenque   | Ludovic Turpin         |
| 2003              | Axel Merckx          | Samuel Dumoulin    | Jérôme Pineau          |
| 2004              | Jérôme Pineau        | Leif Hoste         | Jurgen Vão Goolen      |
| 2005              | Carl Naibo           | Ludovic Turpin     | Samuel Plouhinec       |
| 2006              | Cyril Dessel         | Noan Lelarge       | Xavier Florencio       |
| 2007              | John Gadret          | Ludovic Turpin     | Bauke Mollema          |
| 2008              | Linus Gerdemann      | David Moncoutié    | Stéphane Goubert       |
| 2009              | Rein Taaramäe        | Christopher Horner | David Moncoutié        |
| 2010              | Haimar Zubeldia      | Wout Poels         | David Moncoutié        |
| 2011              | David Moncoutié      | Wout Poels         | Leopold König          |
| 2012              | Andrew Talansky      | Sergio Pardilla    | Daniel Navarro         |
| 2013              | Romain Bardet        | Luis León Sánchez  | John Gadret            |
| 2014              | Bert-Jan Lindeman    | Romain Bardet      | Daniel Martin          |
| 2015              | Alexandre Geniez     | Florian Vachon     | Pierre-Roger Latour    |
| 2016              | Sam Oomen            | Bart De Clercq     | Pierre-Roger Latour    |
| 2017              | Thibaut Pinot        | David Gaudu        | Alexandre Geniez       |
| 2018              |                      |                    |                        |

## Palmarés por países
| País           | Vitórias |
| -------------- | -------- |
| França         | 20       |
| Polónia        | 2        |
| Estados Unidos | 2        |
| Países Baixos  | 2        |
| Itália         | 1        |
| Cazaquistão    | 1        |
| Bulgária       | 1        |
| Bélgica        | 1        |
| Alemanha       | 1        |
| Estónia        | 1        |
| Espanha        | 1        |
| Bulgária       | 1        |